# Hof ten Berg (Ternat)

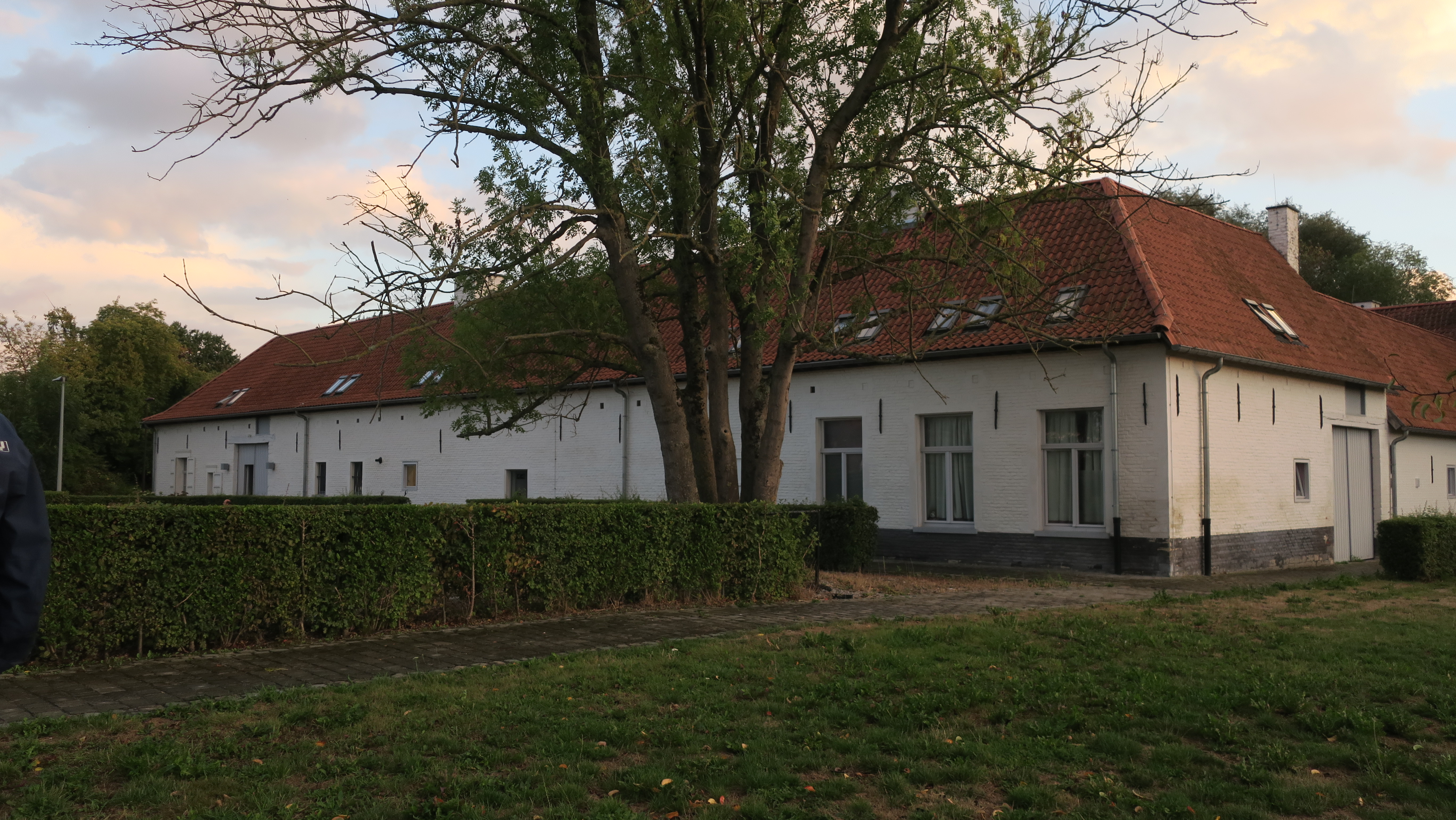
Hof ten Berg gezien vanop de Brusselstraat.

De site Hof Ten Berg is thans een sociaal woonproject. Het gebouw met zijn omgeving was oorspronkelijk een vierkantshoeve waaraan een tijd lang ook een watermolen verbonden was.

## Beschrijving
Hof ten Berg is een grote vierkantshoeve, ingeplant op een heuvel ten oosten van het centrum van Ternat tegenover het kerkhof. Het heeft een mooi volumespel met bakstenen gebouwen onder zadeldaken (bedekt met pannen), die gegroepeerd zijn rondom de geplaveide binnenplaats. De inrijpoort bevindt zich langs de oostvleugel en onder houten latei.
Een éénlaags boerenhuis van acht traveeën onder zadeldak is gedateerd “Anno 1700” op een gevelsteen boven de deur.
De witgeschilderde voorgevel met gecementeerde plint werd rond een circa 1940 voorzien van een vernieuwde deur en van rechthoekige vensters met verlaagde lateien en nieuwe lekdrempels. De oude zandstenen posten van negblokken werden toen behouden. In de achtergevel bevindt zich een rechthoekige deur en getraliede vensters met zandstenen omlijstingen en negblokken, en drie grote, gedichte rechthoekige vensters. Intern werd de constructie van moer- en kinderbalken behouden, en werden elementen van onder andere de oorspronkelijke schouw hergebruikt: sterk gewelfde dragers van gepolijste hardsteen.
De veldpoort onder houten latei met posten van zandstenen negblokken bevindt zich in het noorden met in de achtergevel steigergaten en hoekkettingen.
Een oudere stalvleugel onder zadeldak (pannen) voorzien van rechthoekige deuren en zoldervensters is te vinden in het zuiden. In de zuidoosthoek werd na de Tweede Wereldoorlog een bijkomende woning ingericht, met gecementeerde gevels aan de straatkant.
Langs de westzijde stond in 1973 een lage varkensstal van baksteen met sporen van stijl- en regelwerk. Hiernaast stond een langschuur in baksteen met zadeldak bedekt met pannen. De werd in 1940 ter vervanging van de lemen schuur opgetrokken.
In 2011 werd de hoeve gerestaureerd (zie verder).

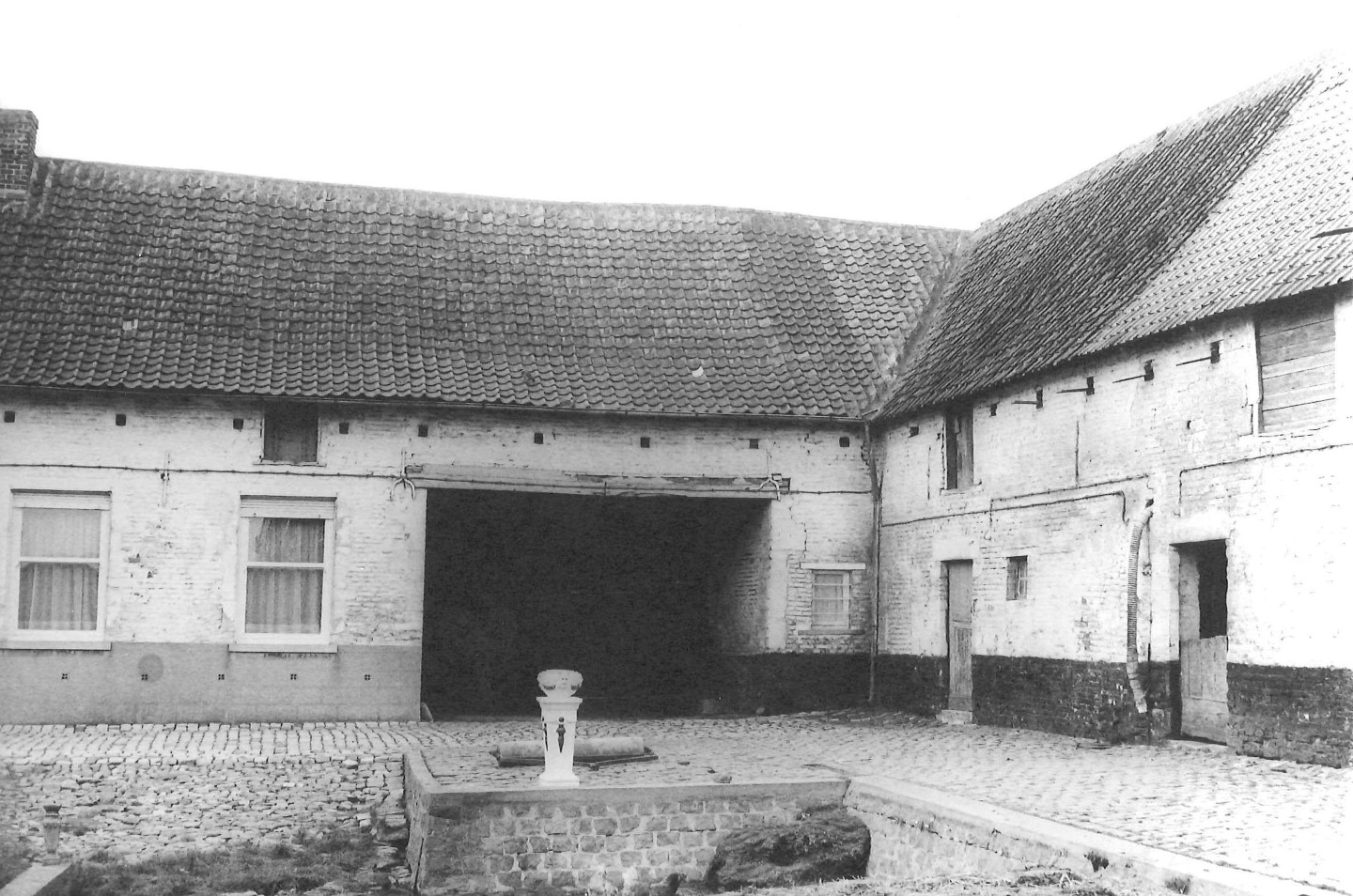
Binnenplaats met zicht op de veldpoort
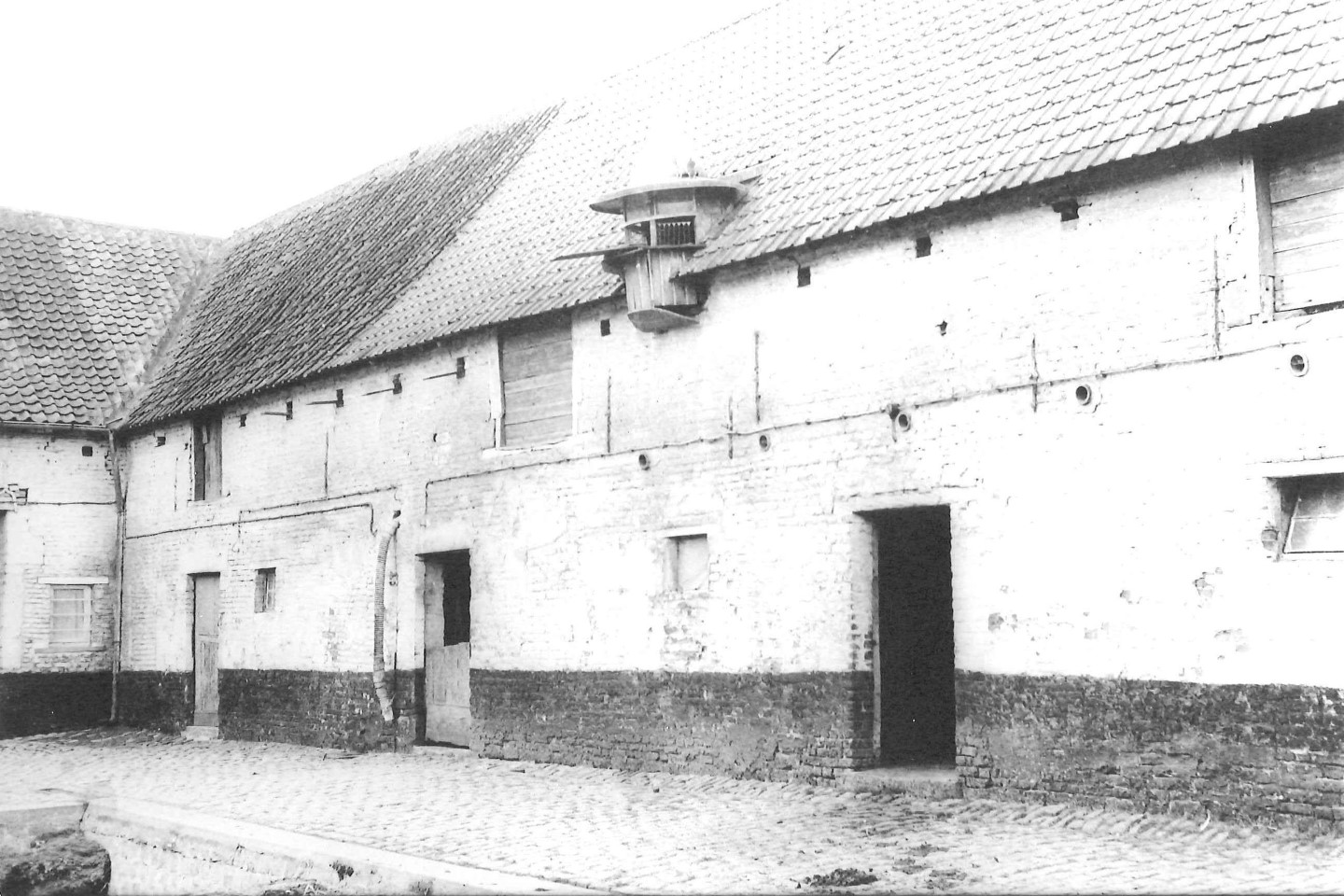
Binnenplaats
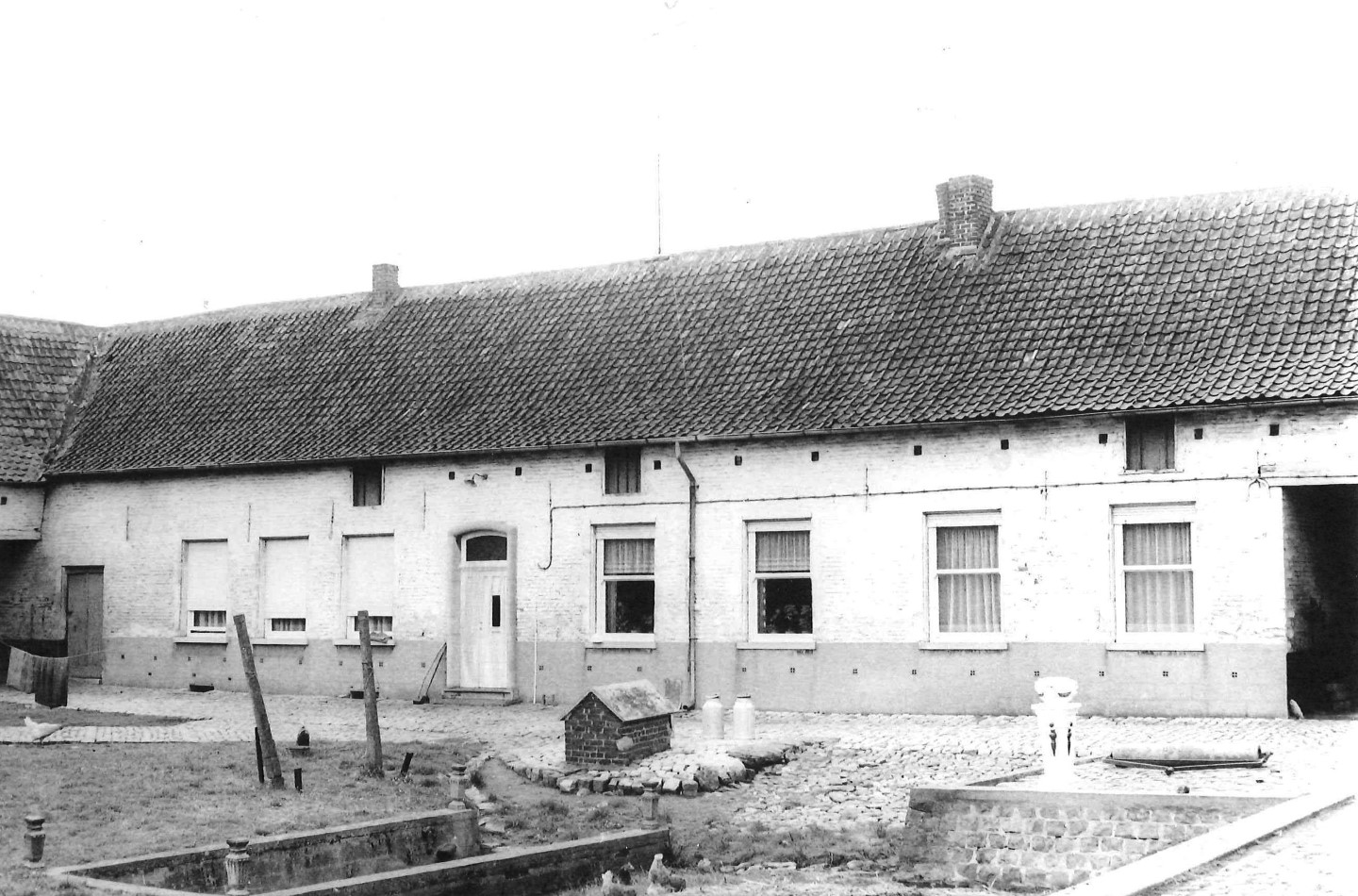
Binnenplaats met zicht op het woonhuis
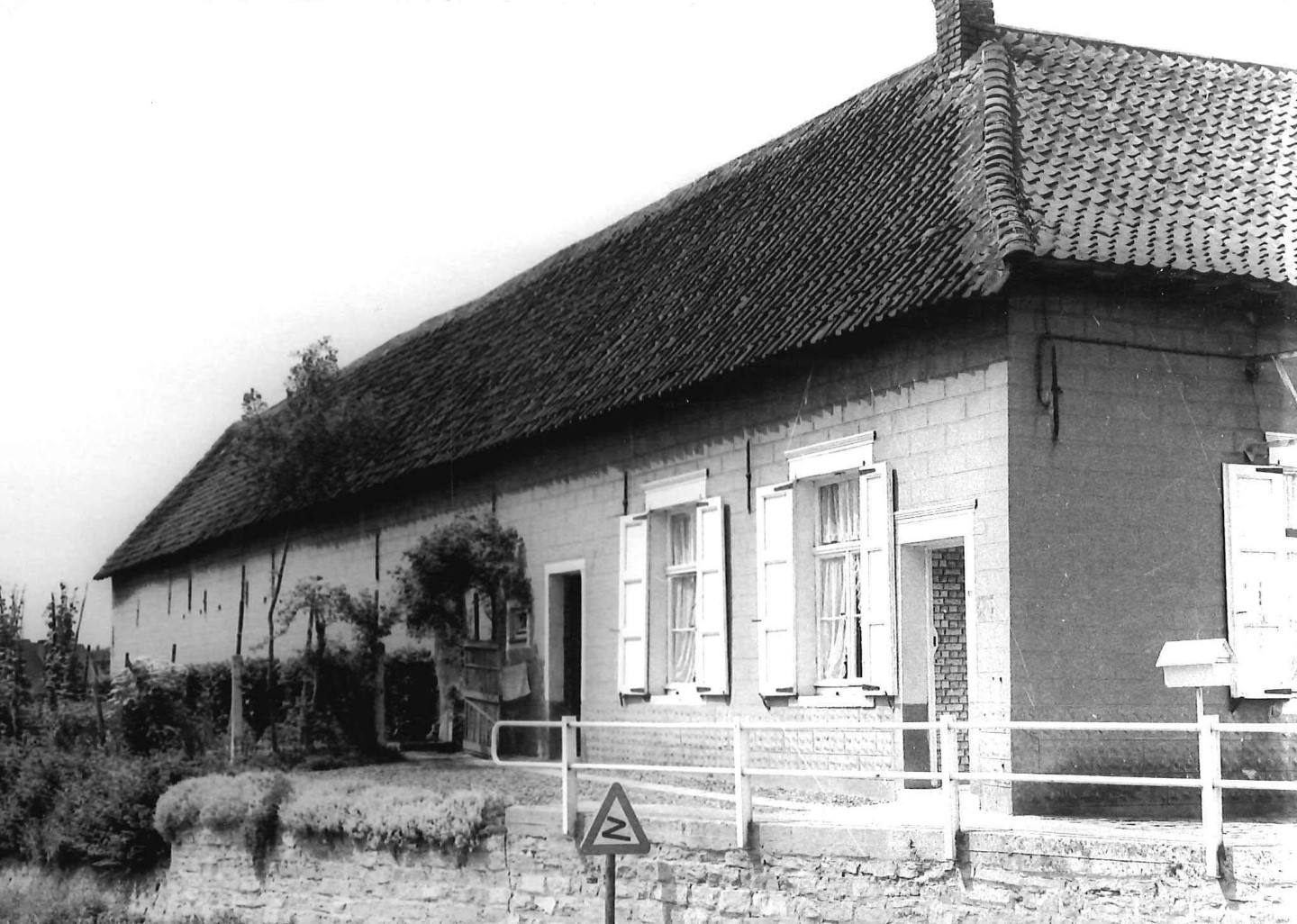
Zicht langs de straatzijde
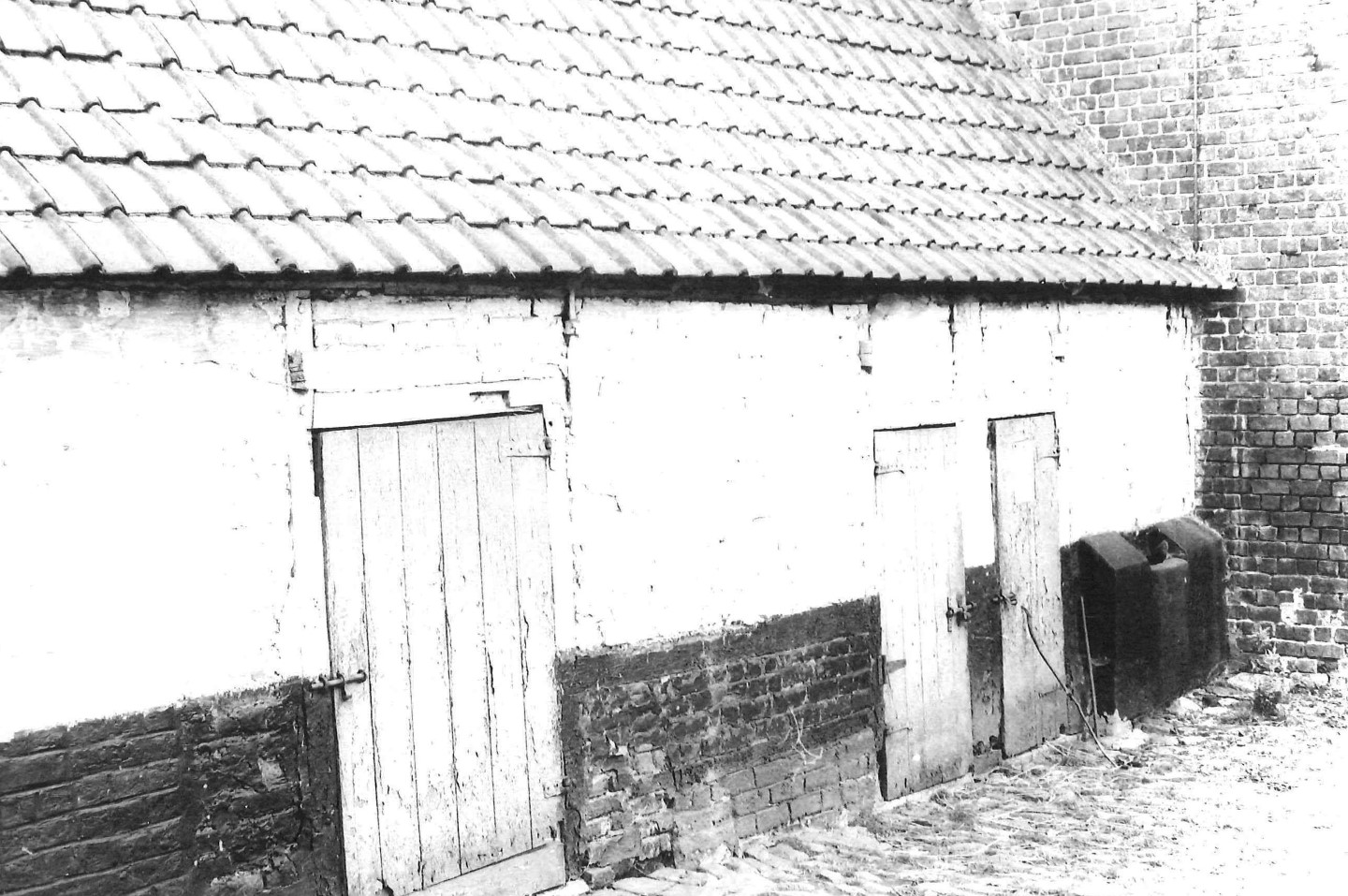
Stalgebouw
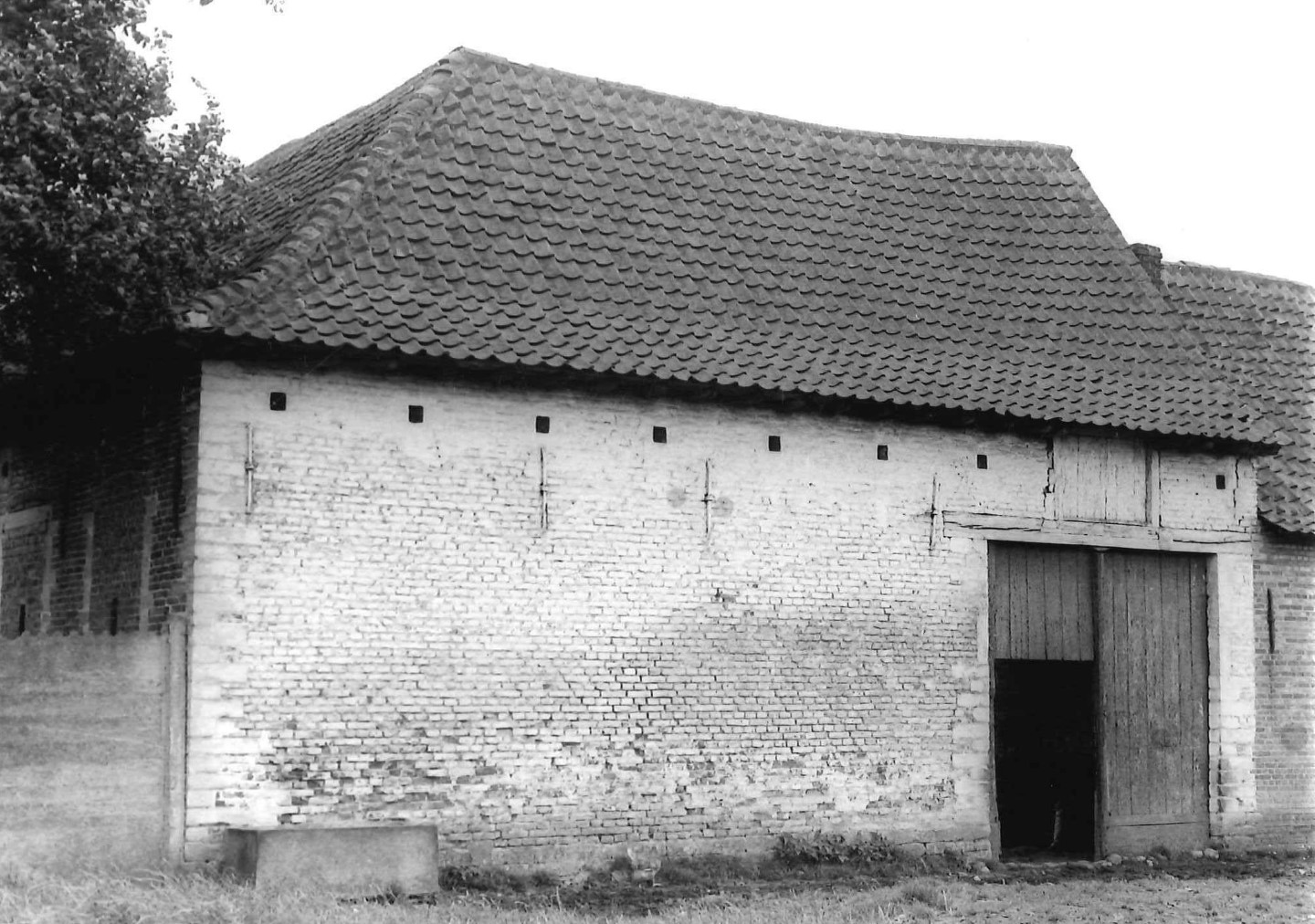
Stalpoort
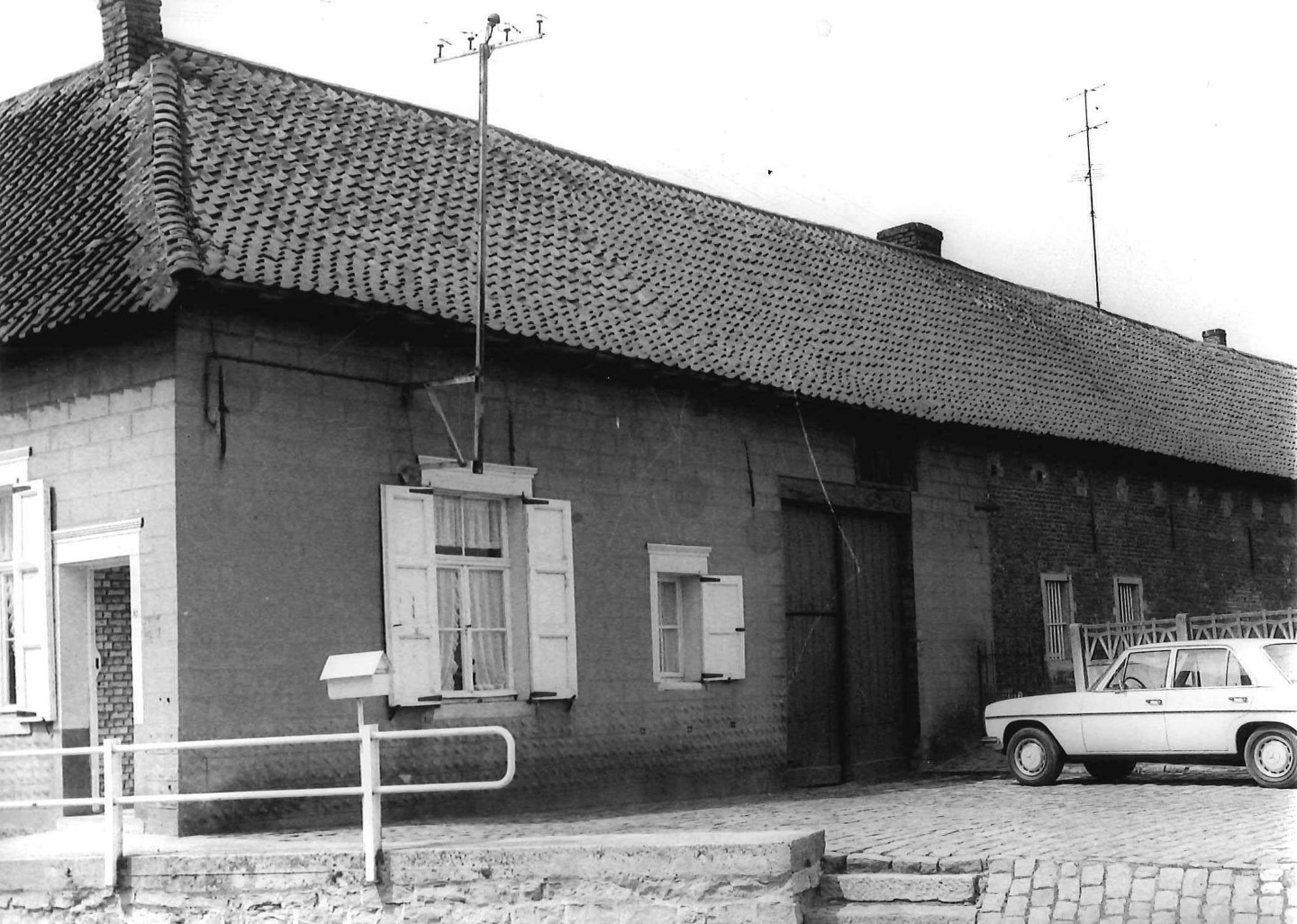
Ingang (straatzijde)
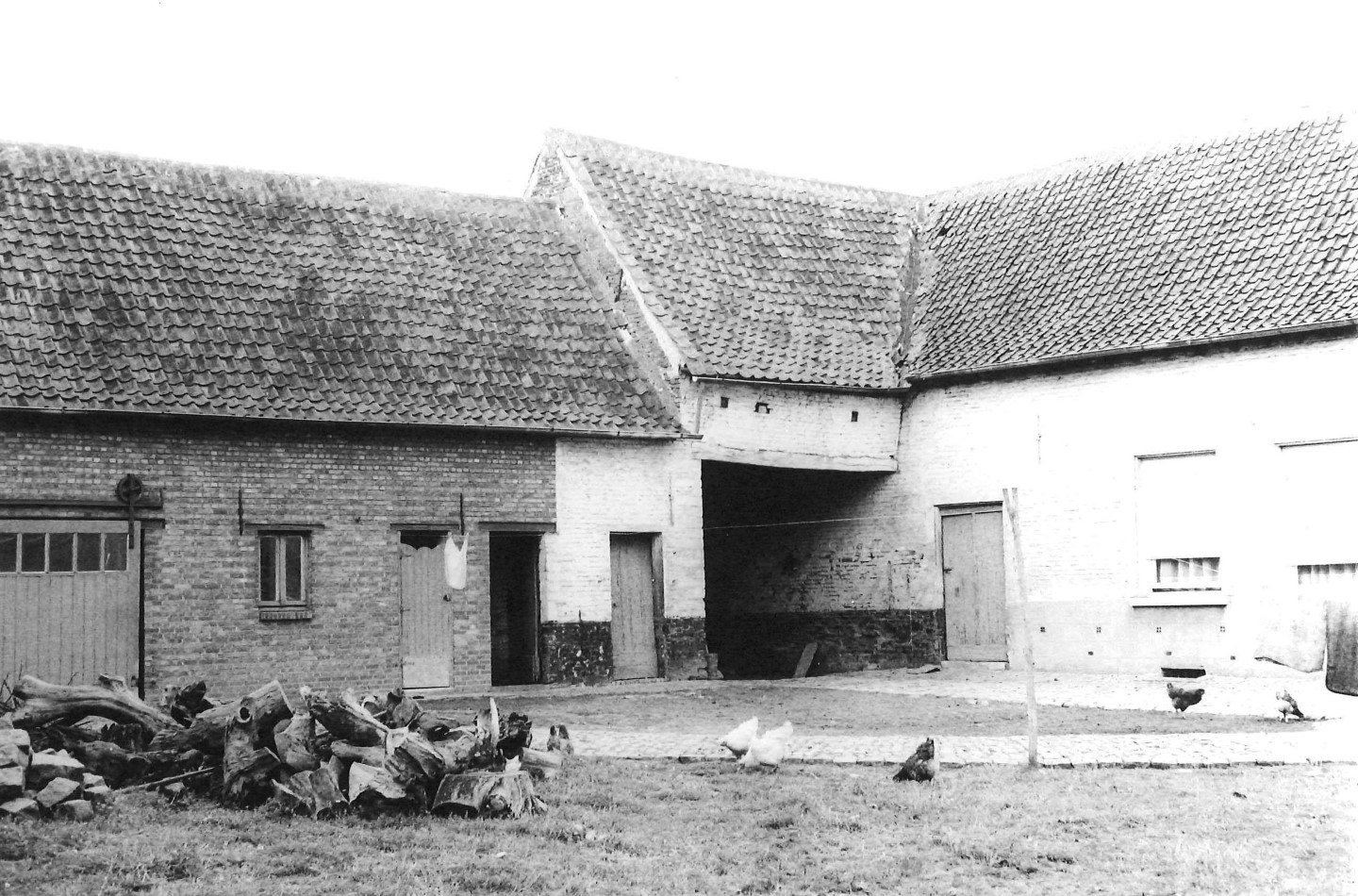
Binnenkoer

## Geschiedenis

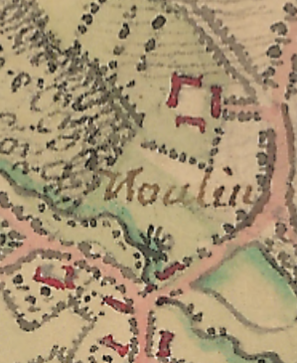
Molen en hoeve op de Villaret-kaart (1745-48)

De oudste sporen van de site ten Berg (hoeve en watermolen en landerijen) gaan terug tot de 15e eeuw en volgens sommige zelfs tot de 13e eeuw. Toen was deze site eigendom van de (Benedictinessen)abdij van Groot-Bijgaarden. Molen en hoeve vormden destijds dus één geheel. Het is daarom, aldus Verbesselt, ‘een typisch hofgebied; een groot blok verdeeld in twee hofvelden door de Brusselstraat: Groot- en Kleinbergveld (…) een villa nova uit de 13 eeuw’.
De zusters van de abdij zijn tijdens de Beeldenstorm in 1566 op de vlucht gegaan. Bij hun terugkeer vonden zij hun klooster afgebrand terug. Daarop hebben zij het Hof ten Berg verkocht aan Gilles Van Breuseghem (soms ook geschreven als : Van Bruyssegem of Brusseghem).
Gilles van Breuseghem heeft kort voor zijn dood (op 25 of 26 juli 1514) een zgn. armentafel (of Heilige Geest-tafel) opgericht te Brussel. Die kreeg als benaming ’t Geesthuys van Onze-Lieve-Vrouw ( vaak vertaald vermeld als Maison du Saint-Esprit de Notre Dame), ook gekend als stichting Van Bruyssegem of Brusseghem Hospicen (opgericht 19 juli 1514). Onder de Franse bezetting werd die stichting de Godshuizen van Brussel (Hospices de Bruxelles), wat finaal het OCMW van Brussel is geworden.

### 19e eeuw

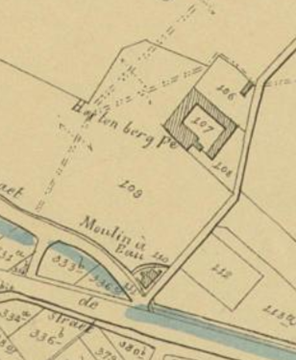
Hoeve en molen op de Popp-kaart (1842 - 1850)

Wanneer de watermolen is afgesplitst van de hoeve kon nog niet worden achterhaald.
In 1855 hebben de Godshuizen de hoeve nog openbaar te huur aangeboden met 25 hectare grond er bij. We mogen ervan uitgaan dat dit het geheel van de toenmalige bezittingen van de Godshuizen vormde rond de hoeve Ten Berg.
Het Bestuur der Godshuizen heeft de hoeve Hof ten Berg in 1895 verkocht aan Edouard Moens, pachter in Ternat. 7 hectaren boomgaard, land en weide errond werden in huur aangeboden en pachters werden Edouard Moens en Petrus D'Hoe. Nog andere omliggende gronden werden toen ook verpacht aan anderen. Th. POODT verwijst in zijn boek Geschiedenis van Ternath naar een brief van het bestuur der Godshuizen van 28 januari 1896 waarin dit bestuur meedeelt dat de verkoop in 1895 is gebeurd ‘tot last van afbraak’. Maar die afbraak heeft nooit plaatsgehad. De verklaring is dat die afbraakplicht enkel gold als de koper van de gebouwen navolgend niet de huurder van de gronden zou worden. Dat heeft zich voorgedaan want de koper Edouard Moens is (mede)pachter geworden van die gronden.

### 20e eeuw
Edouard Moens verkocht in 1905 de hoeve door aan zijn zuster Angélique Céline Moens. In de verkoopakte laat de verkoper aantekenen dat hij de goederen weliswaar heeft verkregen van den algemenen raad van bestuur der Godshuizen en bijstand der stad Brussel, maar ‘sedert gemeld verkrijg, hij de gebouwen grotendeels heeft veranderd.
In 1912 verkocht Angélique Moens het goed aan Cesar D’Hoe, landbouwer te Ternat.
In die akten van 1905 en 1912 is het goed beschreven als pachthof hebbende woonhuis, stallingen, schuur, wagenhuis, verkenskoten, bakoven en verdere afhankelijkheden, staande op 7 hectaren boomgaard, land en weide te Ternath, Kleinenberg bekend op het kadaster wijk C nummers 101 ten deele, 105, 106, 107, 108 en 109 huurgrond der hospiciën in Brussel.
Daarna is het goed in 1947 verworven door Bertha D’Hoe, landbouwster, die getrouwd was met Frans Willems, landbouwer, en door Rudy Willems. Die bleven er eigenaars van tot in 1973 een onteigeningsprocedure werd ingezet door de Nationale Landmaatschappij. Die wilde de hoeve afbreken en er sociale woningen oprichten. De gemeente Ternat stond achter dit project voor sociale woningen, en vond bescherming ‘zinloos’. Er werd geprocedeerd tegen de onteigening, maar ook tegen de bouw van de sociale woningen. De onteigeningsprocedure werd doorkruist met een procedure tot bescherming van de hoeve en haar omgeving (zie hierna).
Het hele sociale woning project heeft jaren aangesleept. In de tussentijd werd de hoeve gebruikt als jeugdhuis (jeugdhuis Lapwerk), als restaurant, als standplaats voor een ambulancedienst van het Vlaams Kruis,…

### 21e eeuw
De hoeve is uiteindelijk blijven staan, en werd geheel gerestaureerd tot een sociaal woningcentrum. Dat duurde zeer lang omdat de kostprijs van de restauratie zeer hoog uitviel: vele elementen van de oude hoeve moesten bij de restauratie immers herkenbaar blijven. In 2011 werd de vergunning verleend voor het ombouwen van de vierkantshoeve tot 12 sociale huurwoningen. Het architectenbureau Pluspunt Architectuur is er in geslaagd om de oude hoeve herkenbaar te houden in vele van haar componenten, zoals de schuur en de stallen. Het resultaat is bijzonder fraai en zou een toeristische trekpleister moeten zijn.
In de omgeving was intussen op gefaseerde wijze een sociale woonwijk opgetrokken, die ‘wijk ten Berg’ wordt genoemd. Een (voorlopig?) laatste uitbreiding van die wijk is er gekomen in 2013. Nieuwe straten (Moerbeilaan en Kastanjelaan) werden aangelegd. En recent is er al nieuwbouw opgetrokken ter vervanging van de oudste gebouwen.

## Functies

### Hof ten Berg als cultureel erfgoed

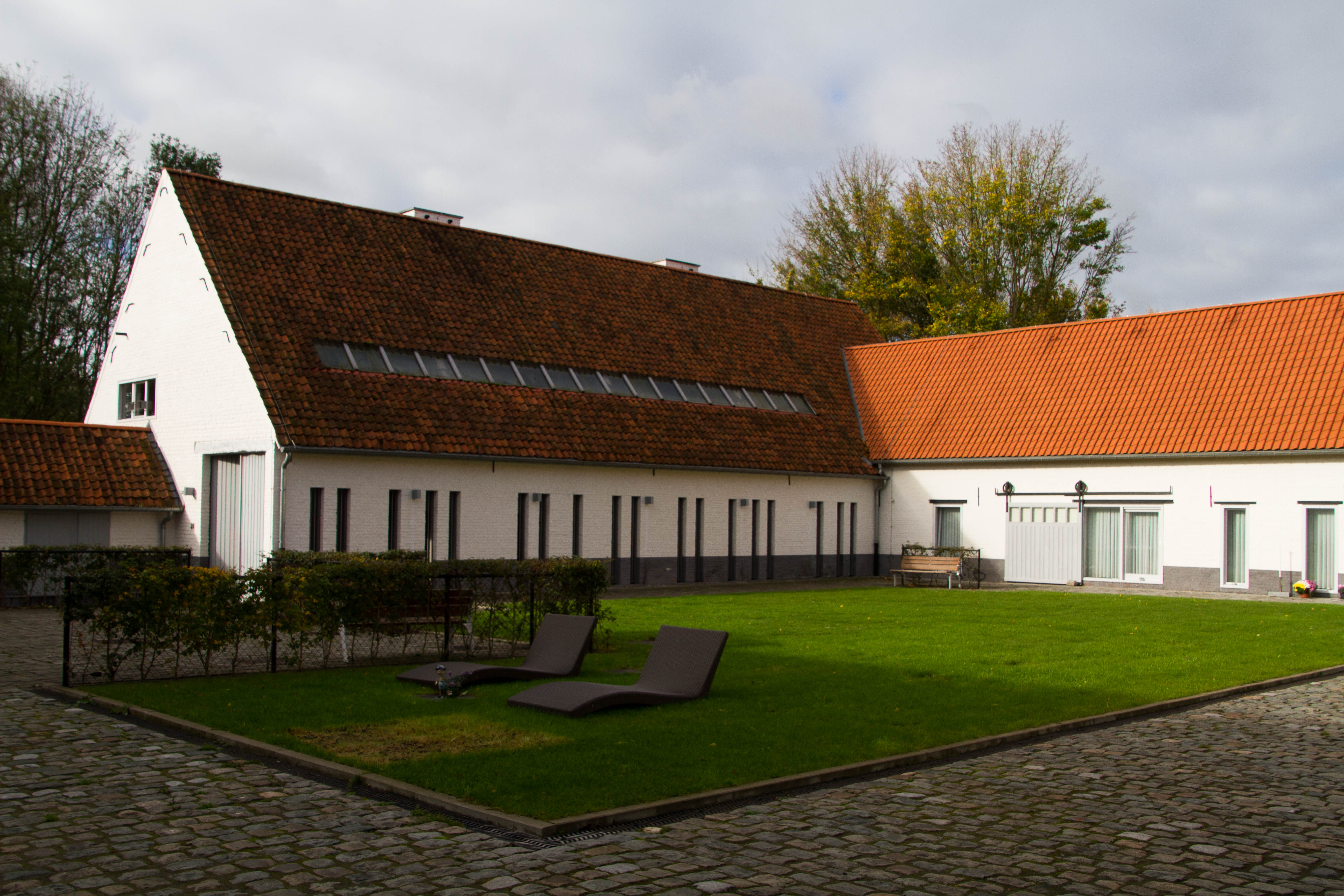
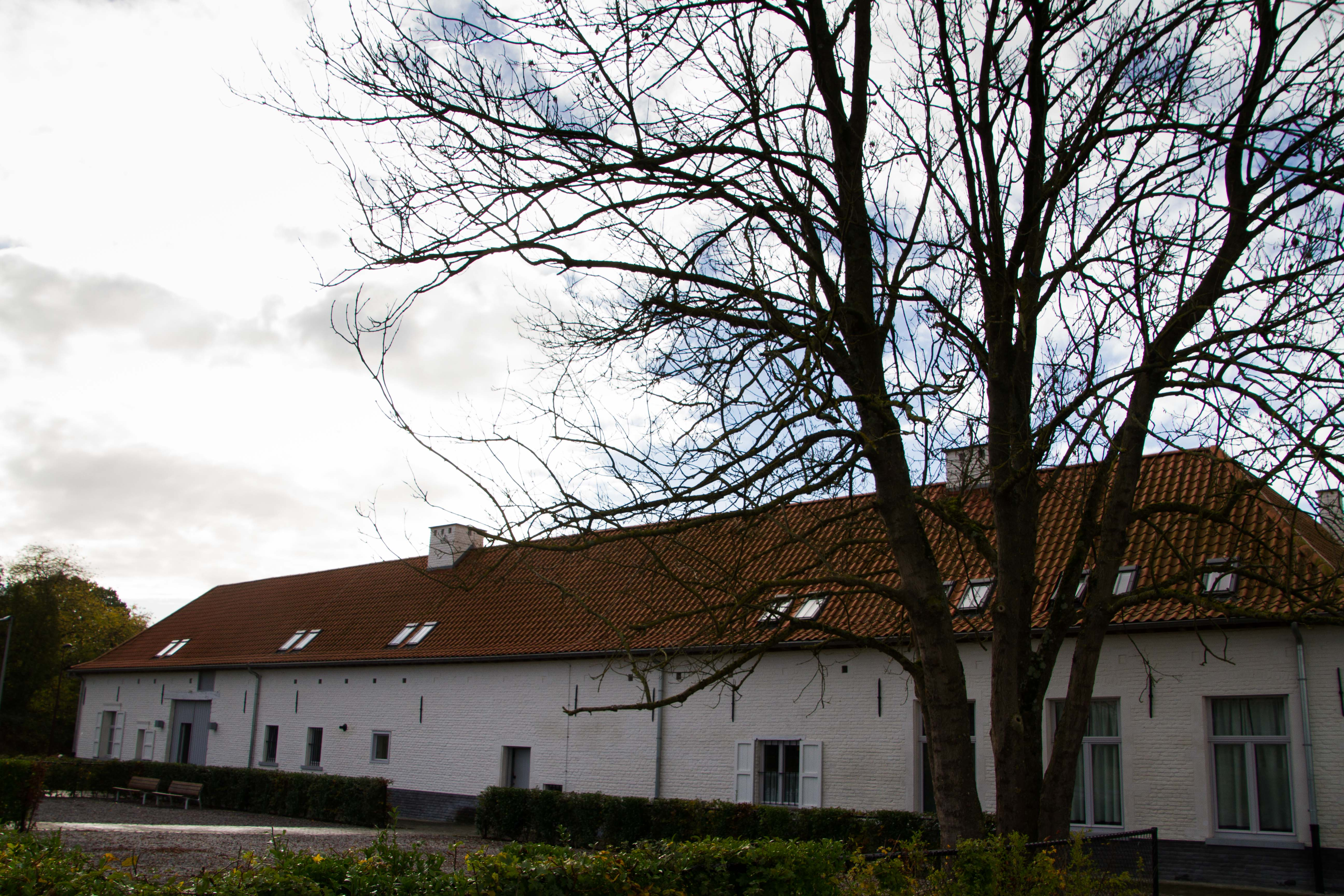
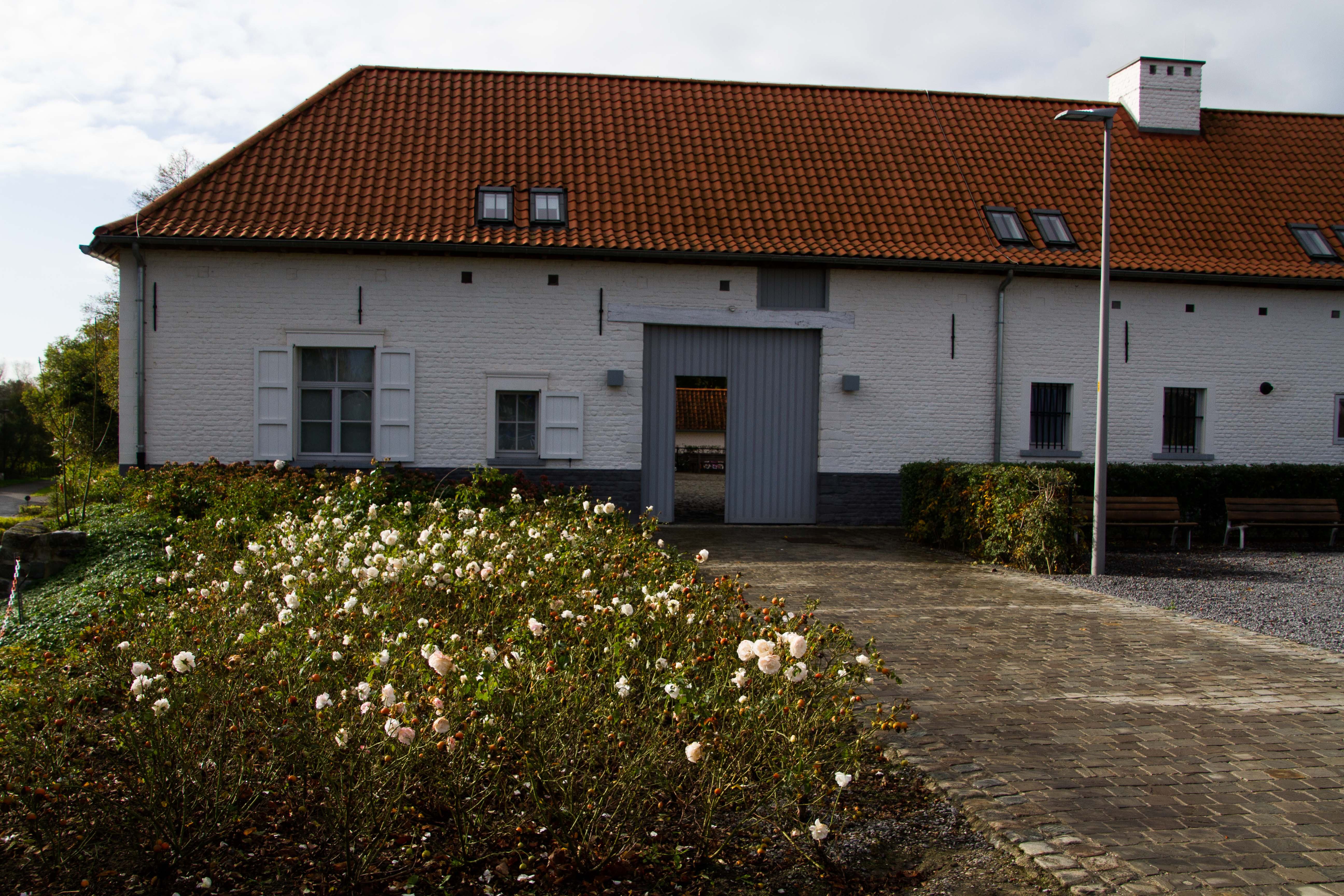
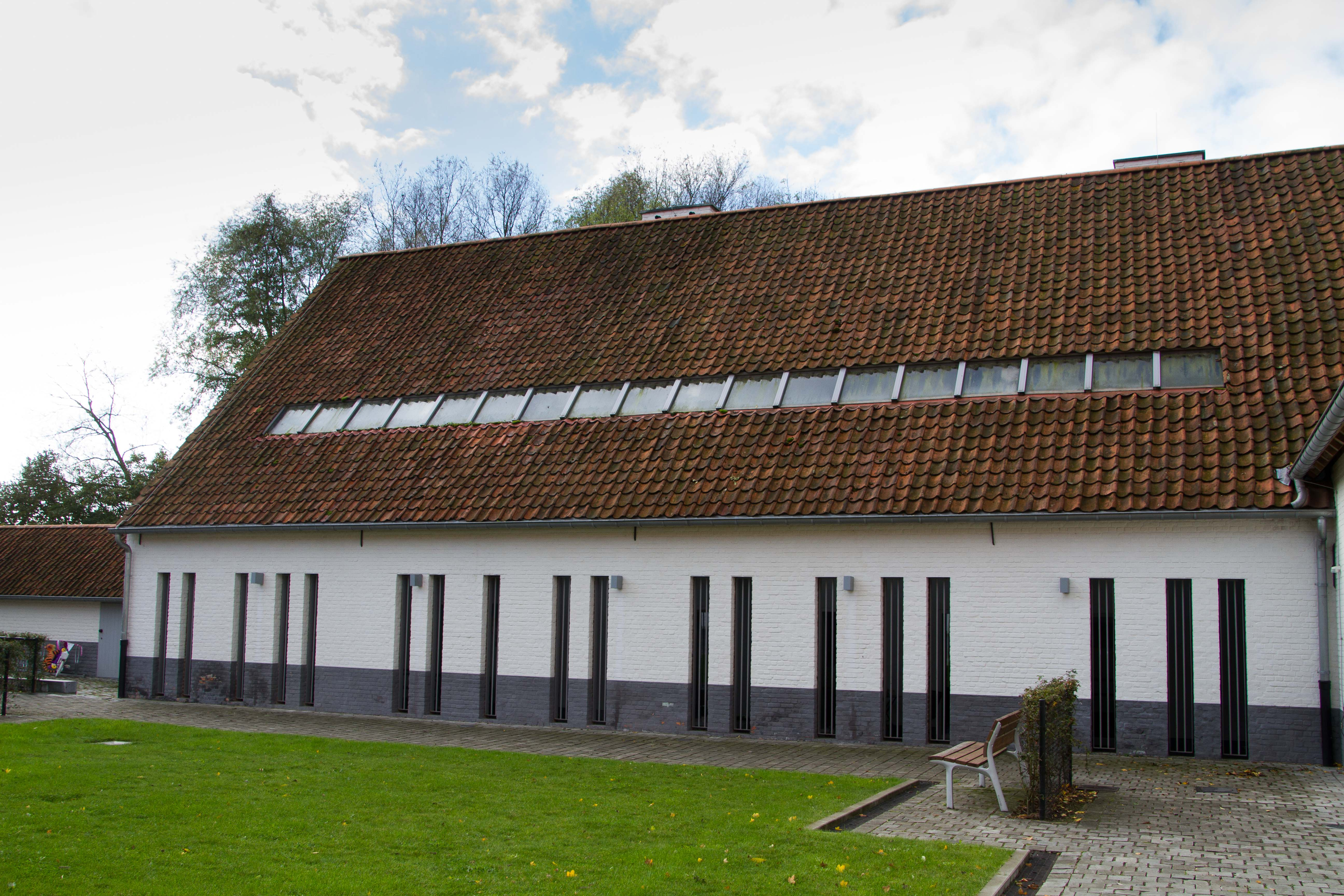
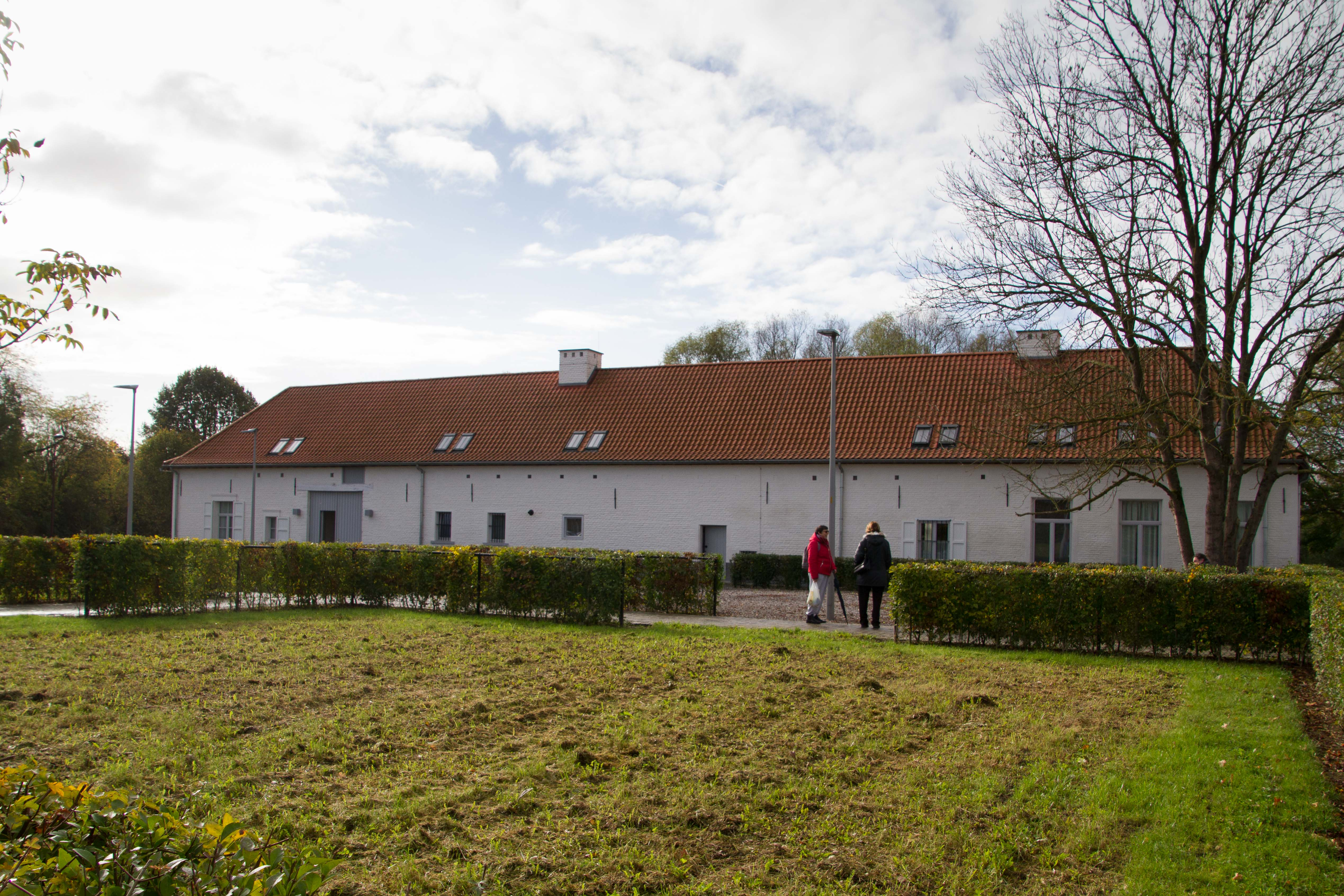
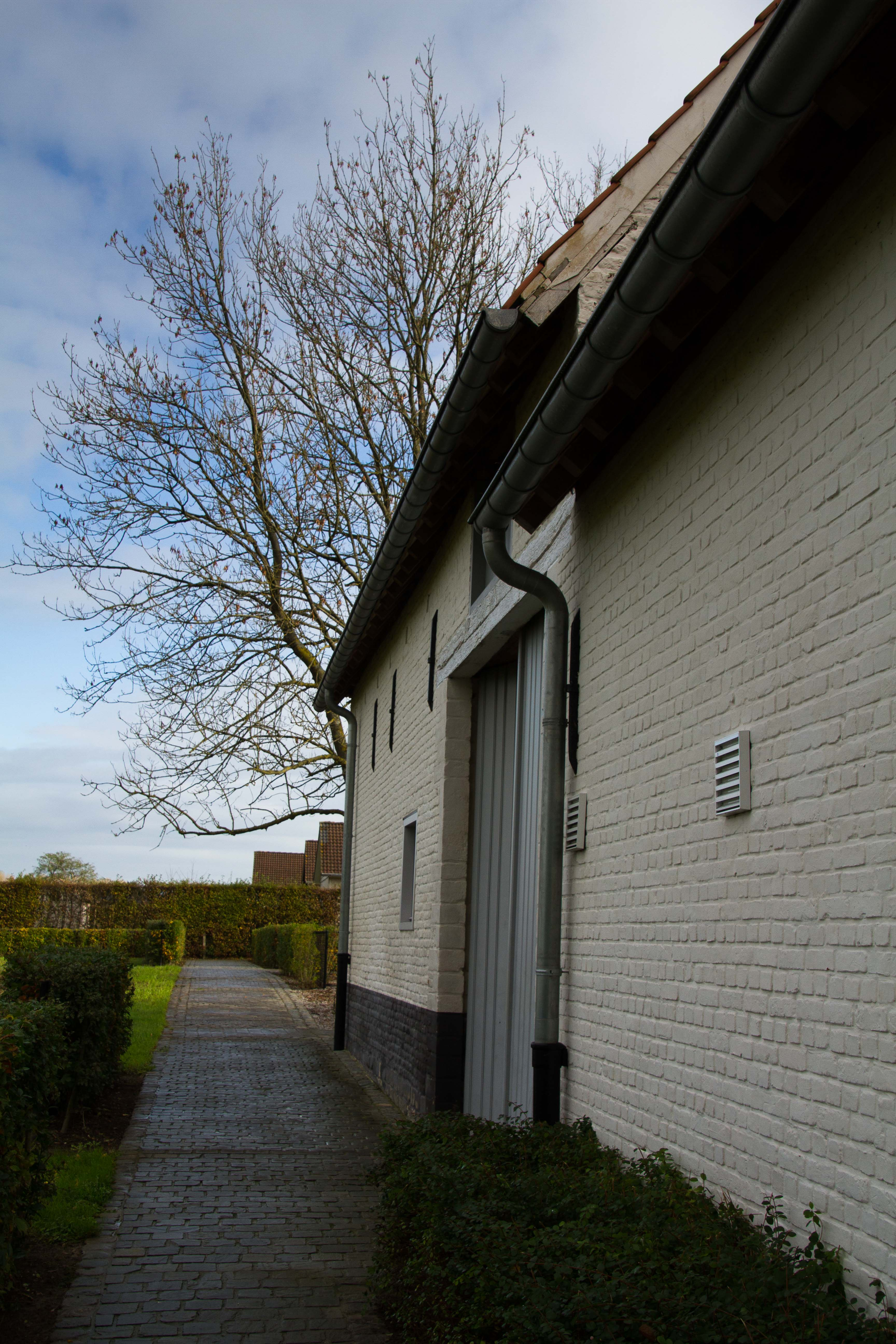
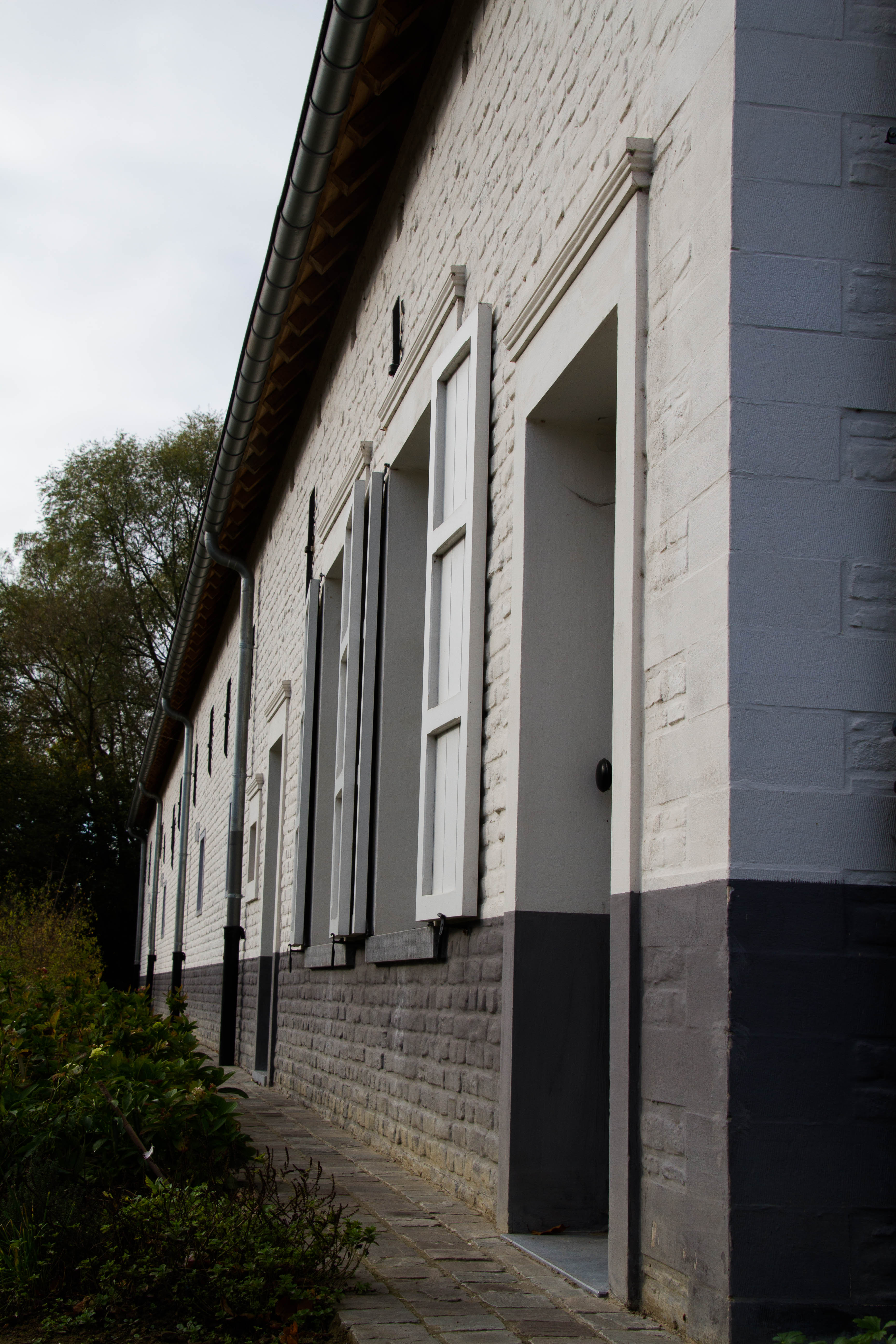
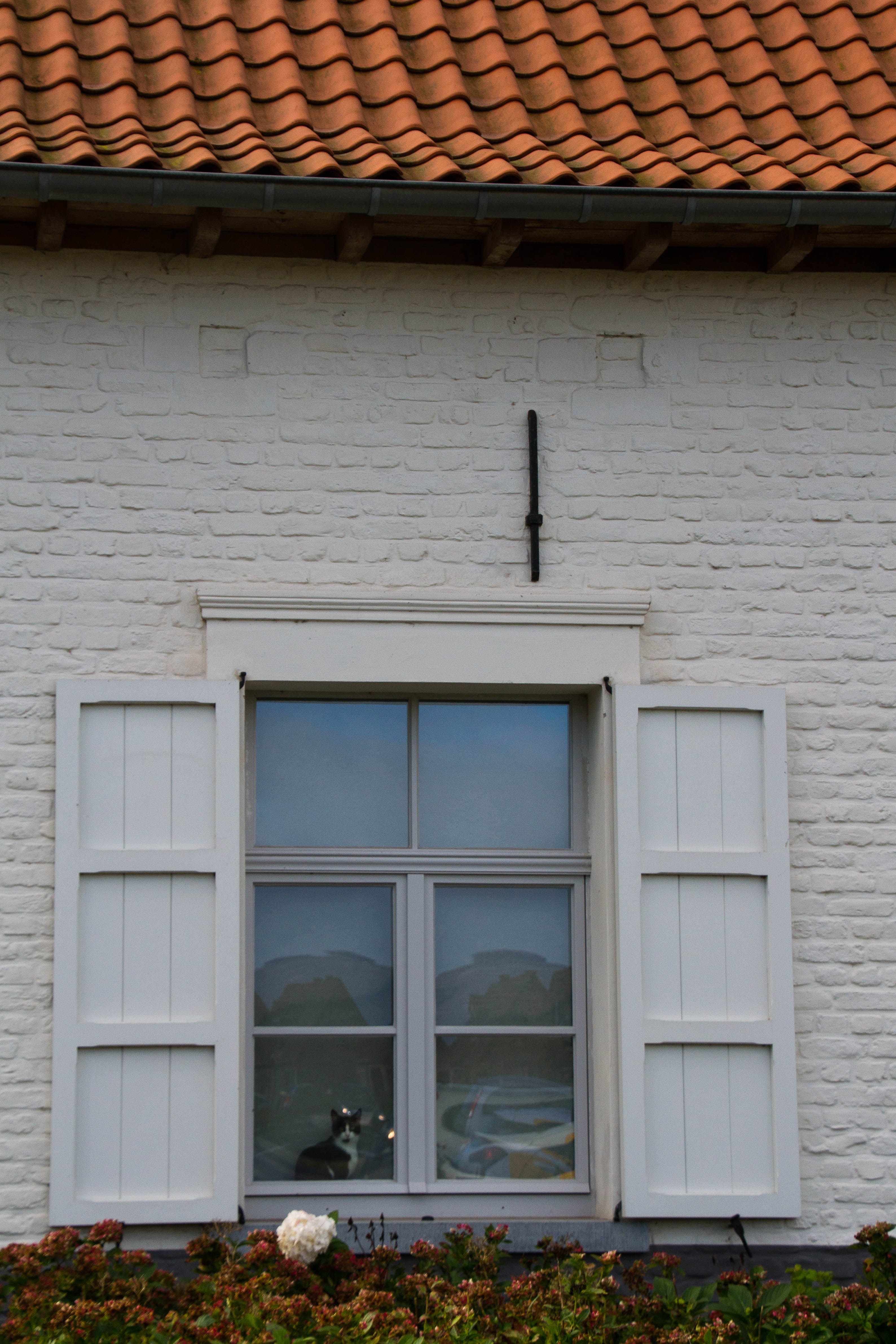
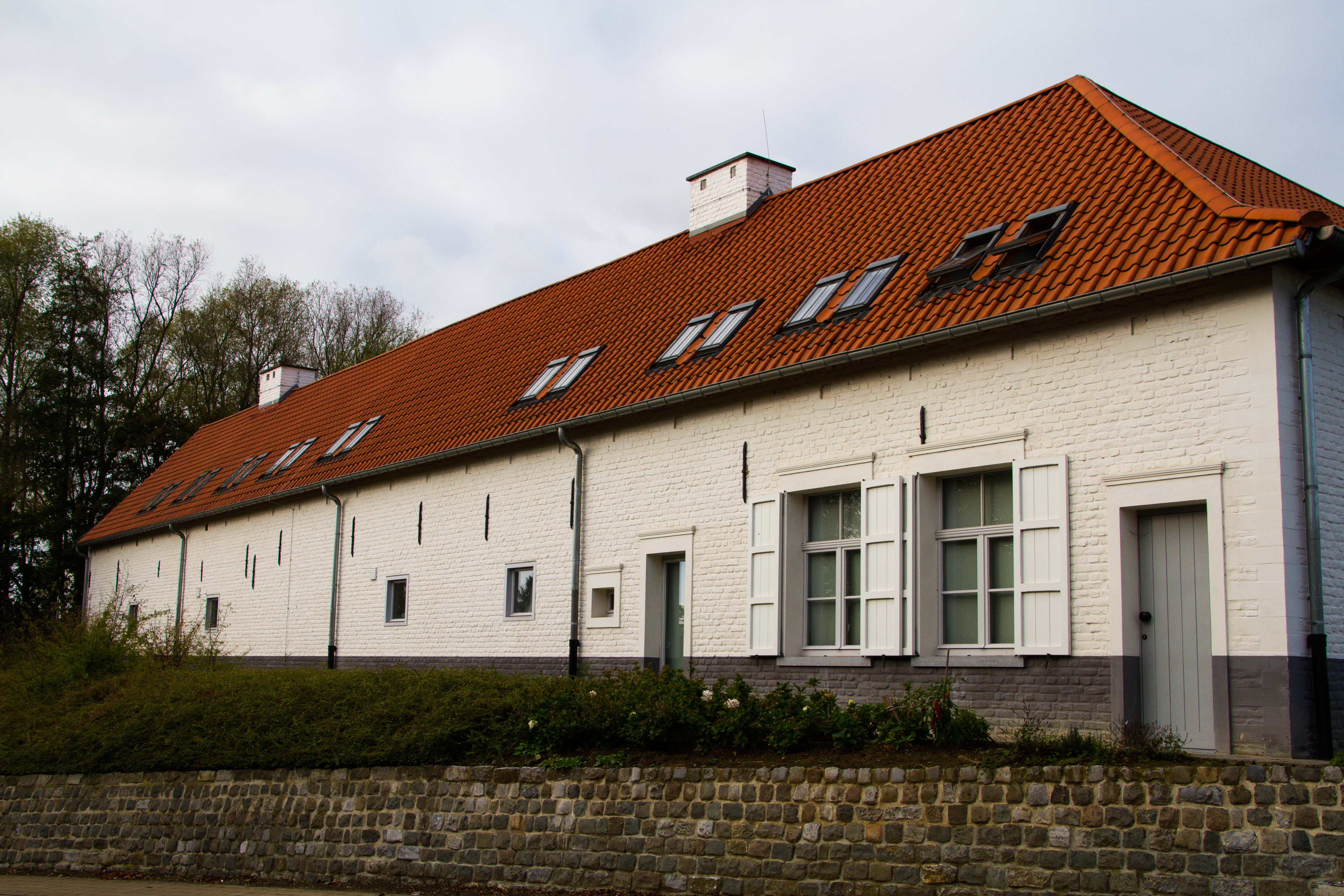
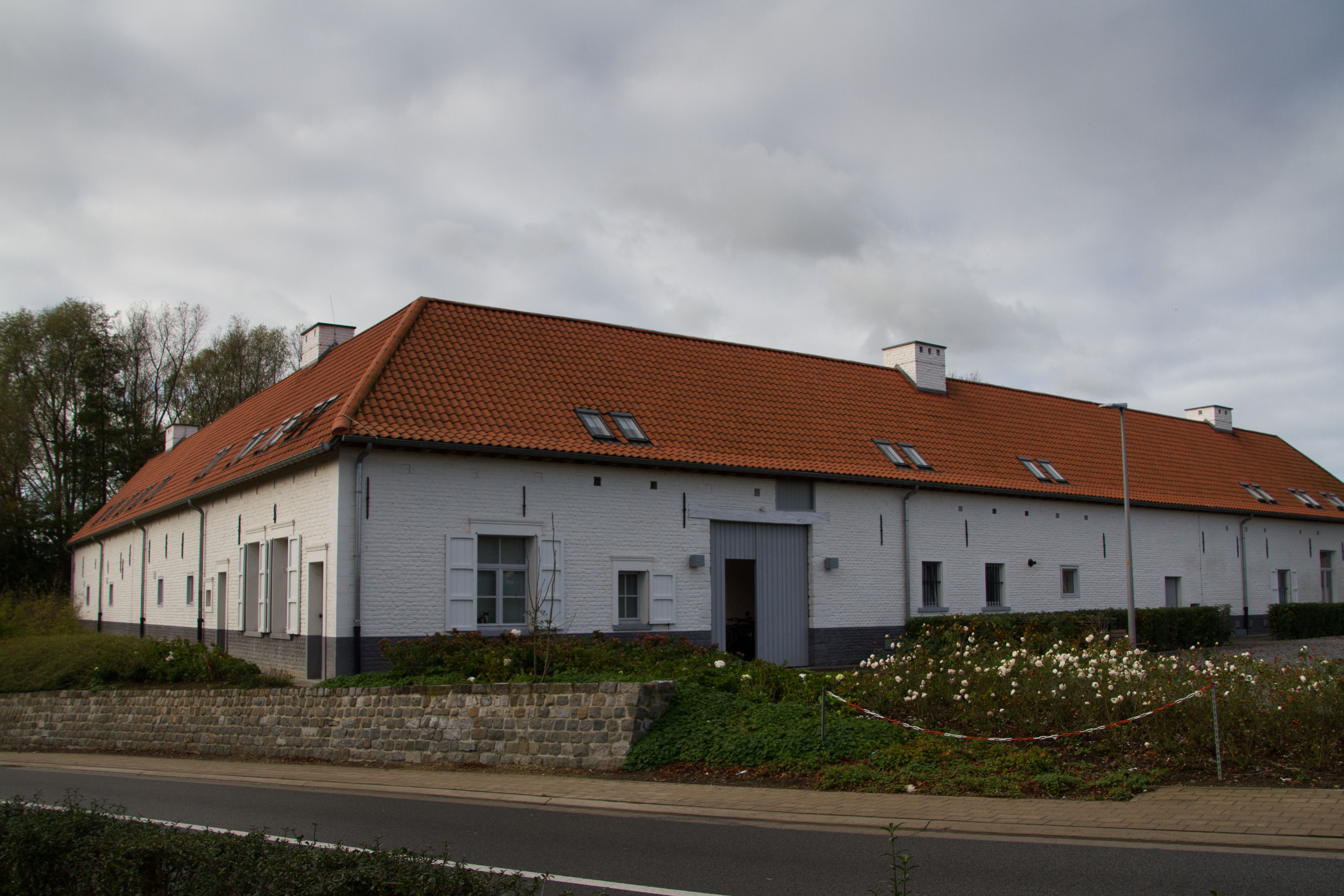

Hof ten Berg is als monument beschermd bij KB van 27 mei 1975.
De omgeving (ongeveer 3 ha groot) is aanvankelijk beschermd door datzelfde KB van 27 mei 1975. Daarmee waren zowat dezelfde kadastrale percelen beschermd als deze, aangekocht door Edouard Moens. Maar de onteigeningsperikelen met het oog op afbraak en vervanging door een sociale woonwijk hebben er toe geleid dat de beschermde omgeving met zowat de helft werd ingekrompen bij KB van 13 september 1976.

### De sociale functie van Hof ten Berg
Het behoeft weinig toelichting dat een dergelijk sociaal woningproject een bijzondere maatschappelijke functie heeft. Maar daarnaast is de hoeve ook geschiedkundig en architecturaal van belang, zoals wordt toegelicht in de studie Archeologisch vooronderzoek Ternat – Brusselstraat 33 “Hof te Berg”.

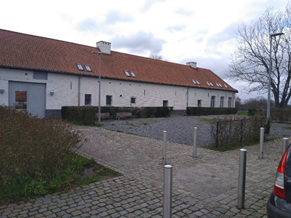
NO-hoevegevel na restauratie
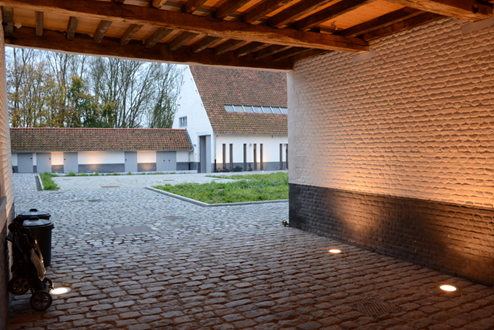
Inkom en binnenkoer van de hoeve